# Stenopodidae
Stenopodidae (Claus, 1872) è una famiglia di crostacei decapodi appartenenti all'infraordine Stenopodidea.

## Tassonomia
- Juxtastenopus Goy, 2010
- Odontozona Holthuis, 1946a
- Richardina A. Milne-Edwards, 1881a
- Stenopus Latreille, 1819